# 波尔苏纳
波尔苏纳，是西班牙卡斯蒂利亚-拉曼恰雷阿尔城省的一个市镇。 总面积212平方公里，总人口3873人（2001年），人口密度18人/平方公里。